# Saurana aberrans
Saurana aberrans är en insektsart som beskrevs av Medler 1992. Saurana aberrans ingår i släktet Saurana och familjen Flatidae. Inga underarter finns listade i Catalogue of Life.